# Melton, Victoria
Melton är en förort till Melbourne i Australien. Den ligger i kommunen Melton och delstaten Victoria, omkring 36 kilometer nordväst om centrala Melbourne. Antalet invånare är 35 490.
Runt Melton är det ganska tätbefolkat, med 90 invånare per kvadratkilometer.. Melton är det största samhället i trakten. 
Trakten runt Melton består i huvudsak av gräsmarker. Genomsnittlig årsnederbörd är 971 millimeter. Den regnigaste månaden är juni, med i genomsnitt 115 mm nederbörd, och den torraste är januari, med 34 mm nederbörd.